# Raviv Ullman
Raviv Ullman, noto anche con lo pseudonimo di Ricky Ullman, utilizzato fino al 2006 (Eilat, 24 gennaio 1986), è un attore israeliano naturalizzato statunitense, noto soprattutto per la parte di Phil Diffy, personaggio principale del telefilm di Disney Channel Phil dal futuro.

## Biografia
Ricky è nato a Eilat, in Israele da genitori ebrei: Brian Ullman e Laura Ehrenkrantz; suo nonno materno, Joseph Ehrenkrantz, fa il rabbino nel Connecticut e la sua famiglia è imparentata con Joseph Lieberman, senatore del Connecticut. È anche cugino del rabbino David Ehrenkrantz del Massachusetts.
Dopo il suo primo compleanno, la sua famiglia si trasferì a Fairfield, Connecticut, negli Stati Uniti. Quando era piccolo, il padre lavorava come clown. Ricky prese interesse per la recitazione dopo aver visto una produzione musicale in un campeggio per ragazzi. Frequentò il campeggio l'estate successiva e si accaparrò sia i ruoli principali che quelli di supporto, dandogli così l'aiuto nel scoprire le sue abilità nella recitazione, nel canto e nel ballo.
Il primo ruolo teatrale importante per Ricky fu come Louis nel tour nazionale con la compagnia di The King and I, assieme a Jesse McCartney.
Altre produzioni sulle quali lavorò furono Peter Pan al Polka Dot Playhouse, The music Man con la New England Repertory Company, e Just People al Long Wharf Theatre. Nel 1998-1999 Ricky ricevette la nomination come migliore attore dai Connecticut Critics Awards per il suo personaggio Stanley, del lavoro teatrale di Stamford A Rosen by another name.
Ullman è più famoso per il suo ruolo principale come Phil, un teenager proveniente dall'anno 2121 sulla serie di Disney Channel Phil dal futuro. La serie ha debuttato nel 2004 ed è terminata nel 2006. Ricky ha anche recitato nel ruolo di Roscoe in Star ad alta definizione e in Sam nel telefilm per famiglie della ABC Searching for David's heart. Ullman è un membro identificato di Circle of Stars, ed è apparso con altri membri di Circle of Stars nel video musicale di A Dream Is a Wish Your Heart Makes, dove ha cantato come pure suonato la batteria.
Ha recentemente iniziato ad usare il suo nome reale, Raviv, venendo citato da guest star come Raviv Ullman in un episodio di Dr. House - Medical Division nel 2006. Ha partecipato come guest star anche in un episodio di Law and Order SVU, interpretando il ruolo del colpevole.

## Vita privata
Ullman parla correntemente l'ebraico e lo spagnolo ed ha imparato da solo a suonare la batteria. È diplomato alla Fairfield Warde High School, dove è stato presidente del Consiglio Studentesco.
Uno dei suoi migliori amici è Orlando Brown, noto per interpretare Eddie Thomas nel telefilm Raven. Brown è apparso nell'episodio Visite dal futuro della serie Phil dal futuro nel ruolo di un antagonista, Andy Baxley, e Ullman è apparso nell'episodio Salvate la Vecchia Quercia di Raven nel ruolo di un antagonista, Jake Haskell.
Ha vissuto a Los Angeles, CA, con sei amici tra cui le famose gemelle cantanti The Veronicas, ma attualmente risiede a Brooklyn, NY. Nel febbraio 2007 è apparso nella UCLA's 2007 Dance Marathon.

## Filmografia

### Attore

#### Cinema
- The Big Bad Swim, regia di Ishai Setton (2006)
- Driftwood, regia di Tim Sullivan (2006)
- Normal Adolescent Behavior, regia di Beth Schacter (2007)
- Prom Wars, regia di Phil Price (2008)
- Spring Break '83, regia di Mars Callahan e Scott Spiegel (2010)
- The Trouble with Cali, regia di Paul Sorvino (2010)
- How to Make Love to a Woman, regia di Scott Culver (2010)
- Contest, regia di Anthony Joseph Giunta (2013)

#### Televisione
- Sentieri (The Guiding Light) - soap opera TV, 1 episodio (2002)
- Law & Order: Criminal Intent – serie TV, 1 episodio (2002)
- Pixel Perfect - Star ad alta definizione (Pexel Perfect), regia di Mark A.Z. Dippé – film TV (2004)
- Phil dal futuro – serie TV, 43 episodi (2004-2006)
- Law & Order - Unità vittime speciali (Law & Order: Special Victims Unit) - serie TV, 1 episodio (2004)
- Raven - serie TV, 1 episodio (2005)
- Big Love - serie TV, 1 episodio (2006)
- Dr. House - Medical Division (House, M.D.) - serie TV, episodio 3x05 (2006)
- Cold Case - Delitti irrisolti (Cold Case) - serie TV, 1 episodio (2007)
- The Middleman - serie TV, 1 episodio (2008)
- Rita Rocks - serie TV, 40 episodi (2008-2009)
- Criminal Minds: Suspect Behavior - serie TV, 1 episodio (2011)
- Broad City - serie TV, 1 episodio (2015)

### Doppiatore
- Kim Possible - La sfida finale, regia di Steve Loter - film TV (2005)
- Phineas e Ferb - serie animata (2008)

## Doppiatori italiani
Nelle versioni in italiano delle opere in cui ha recitato, Raviv Ullman è stato doppiato da: 
- David Chevalier in Dr. House - Medical Division
- Gabriele Patriarca in Cold Case - Delitti irrisolti
- Fabrizio De Flaviis in Phil dal futuro
- Marco Vivio in Raven
- Davide Garbolino in Pixel Perfect - Star ad alta definizione

Da doppiatore è sostituito da:
- Alessandro Tiberi in Kim Possible - La sfida finale